# 702 (Band)
702 (Seven-Oh-Two) war ein US-amerikanisches R&B- und Hip-Hop-Trio, das sich nach der Vorwahl ihrer Heimatstadt Las Vegas benannt hatte. Sie bestand aus den drei Afroamerikanerinnen Kameelah Williams, Irish Grinstead (* 2. Juni 1980; † 16. September 2023) und LeMisha Grinstead. In ihrer Heimat erhielt die Girlgroup mehrere Gold- und eine Platin-Auszeichnung. Im Jahre 2006 löste sich die Gruppe auf.

## Geschichte
Entdeckt wurde 702 von Michael Bivins, der für die Veröffentlichung ihres Debüts auf der Hit-Single This Lil’ Game We Play sorgte. Am Album No Doubt von 1997 wirkte auch Missy Elliott mit, die davon vier Songs schrieb und coproduzierte. Der Erfolgshit Steelo wurde als Titelmelodie der Fernsehshow Cousin Skeeter verwendet. Die Single Where My Girls At, die auch auf dem Album 702 enthalten ist, erreichte 1999 in den US-Charts Platz 4. Den „Lady of Soul“-Award erhielten sie für No Doubt als bestem R&B-, Soul- oder Rap-Album des Jahres von einer Gruppenband.

## Diskografie

### Studioalben
| Jahr | Titel    | Höchstplatzierung, Gesamtwochen, AuszeichnungChartplatzierungen (Jahr, Titel, Platzierungen, Wochen, Auszeichnungen, Anmerkungen) | Höchstplatzierung, Gesamtwochen, AuszeichnungChartplatzierungen (Jahr, Titel, Platzierungen, Wochen, Auszeichnungen, Anmerkungen) | Anmerkungen                           |
| Jahr | Titel    | DE | US | Anmerkungen                           |
| ---- | -------- | --- | --- | ------------------------------------- |
| 1996 | No Doubt | — | US82 Gold · (30 Wo.)US | Erstveröffentlichung: 8. Oktober 1996 |
| 1999 | 702      | DE80 (2 Wo.)DE | US34 Platin · (21 Wo.)US | Erstveröffentlichung: 15. Juni 1999   |
| 2003 | Star     | — | US45 (3 Wo.)US | Erstveröffentlichung: 25. März 2003   |

### Singles als Leadmusiker
| Jahr | Titel Album              | Höchstplatzierung, Gesamtwochen, AuszeichnungChartplatzierungen (Jahr, Titel, Album, Platzierungen, Wochen, Auszeichnungen, Anmerkungen) | Höchstplatzierung, Gesamtwochen, AuszeichnungChartplatzierungen (Jahr, Titel, Album, Platzierungen, Wochen, Auszeichnungen, Anmerkungen) | Höchstplatzierung, Gesamtwochen, AuszeichnungChartplatzierungen (Jahr, Titel, Album, Platzierungen, Wochen, Auszeichnungen, Anmerkungen) | Höchstplatzierung, Gesamtwochen, AuszeichnungChartplatzierungen (Jahr, Titel, Album, Platzierungen, Wochen, Auszeichnungen, Anmerkungen) | Anmerkungen                            |
| Jahr | Titel Album              | DE | CH | UK | US | Anmerkungen                            |
| ---- | ------------------------ | --- | --- | --- | --- | -------------------------------------- |
| 1996 | Steelo No Doubt          | — | — | UK41 (2 Wo.)UK | US32 Gold · (20 Wo.)US | Erstveröffentlichung: 27. August 1996  |
| 1997 | Get It Together No Doubt | — | — | — | US10 Gold · (20 Wo.)US | Erstveröffentlichung: 28. Januar 1997  |
| 1997 | All I Want No Doubt      | — | — | — | US35 (12 Wo.)US | Erstveröffentlichung: 29. Juli 1997    |
| 1997 | No Doubt                 | — | — | UK59 (2 Wo.)UK | — | Erstveröffentlichung: November 1997    |
| 1999 | Where My Girls At? 702   | DE21 (11 Wo.)DE | CH25 (9 Wo.)CH | UK22 (4 Wo.)UK | US4 Gold · (42 Wo.)US | Erstveröffentlichung: 27. April 1999   |
| 1999 | You Don’t Know 702       | DE90 (2 Wo.)DE | — | UK36 (3 Wo.)UK | — | Erstveröffentlichung: 14. Oktober 1999 |

Weitere Singles
- 1999: Finding My Way
- 1999: He Rules
- 2000: Gotta Leave
- 2001: Pootie Tangin’
- 2002: Star
- 2003: I Still Love You
- 2003: Blah Blah Blah Blah

### Singles als Gastmusiker
| Jahr | Titel Album                       | Höchstplatzierung, Gesamtwochen, AuszeichnungChartplatzierungen (Jahr, Titel, Album, Platzierungen, Wochen, Auszeichnungen, Anmerkungen) | Höchstplatzierung, Gesamtwochen, AuszeichnungChartplatzierungen (Jahr, Titel, Album, Platzierungen, Wochen, Auszeichnungen, Anmerkungen) | Anmerkungen                                                         |
| Jahr | Titel Album                       | UK | US | Anmerkungen                                                         |
| ---- | --------------------------------- | --- | --- | ------------------------------------------------------------------- |
| 1994 | This Lil’ Game We Play Good Times | — | US15 (20 Wo.)US | Erstveröffentlichung: 1. November 1994 Subway feat. 702             |
| 1998 | Beep Me 911 Supa Dupa Fly         | UK14 (3 Wo.)UK | — | Erstveröffentlichung: 23. März 1998 Missy Elliott feat. Magoo & 702 |